# Fong Keng Lam
Fong Keng Lam (chinesisch 馮景林 / 冯景林, Pinyin Féng Jǐnglín; * 15. Dezember 1990) ist ein macauischer Eishockeyspieler.

## Karriere
Keng Lam Fong nahm für die macauische Nationalmannschaft in den Jahren 2008, 2011 und 2012 jeweils am IIHF Challenge Cup of Asia teil. Im Jahr 2011 belegte er mit Macau den fünften Rang des Turniers und erzielte somit das beste Ergebnis seit Bestehen der Nationalmannschaft.